# 진저 에일

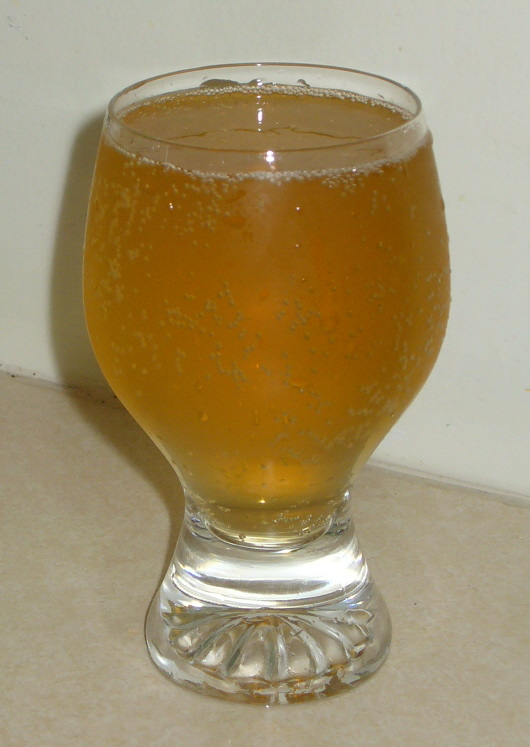
진저에일

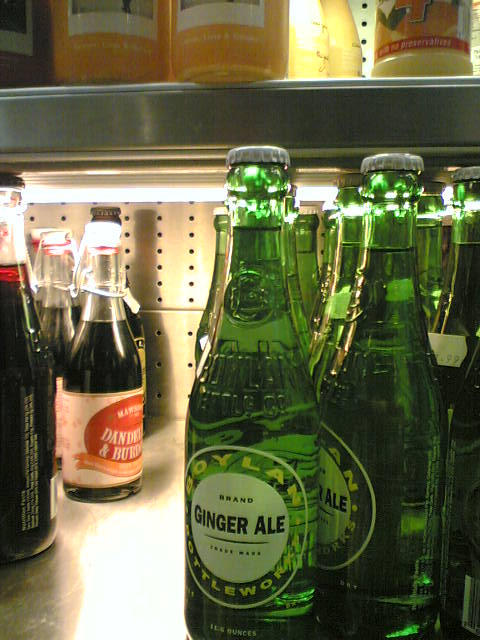
녹색의 진저에일병

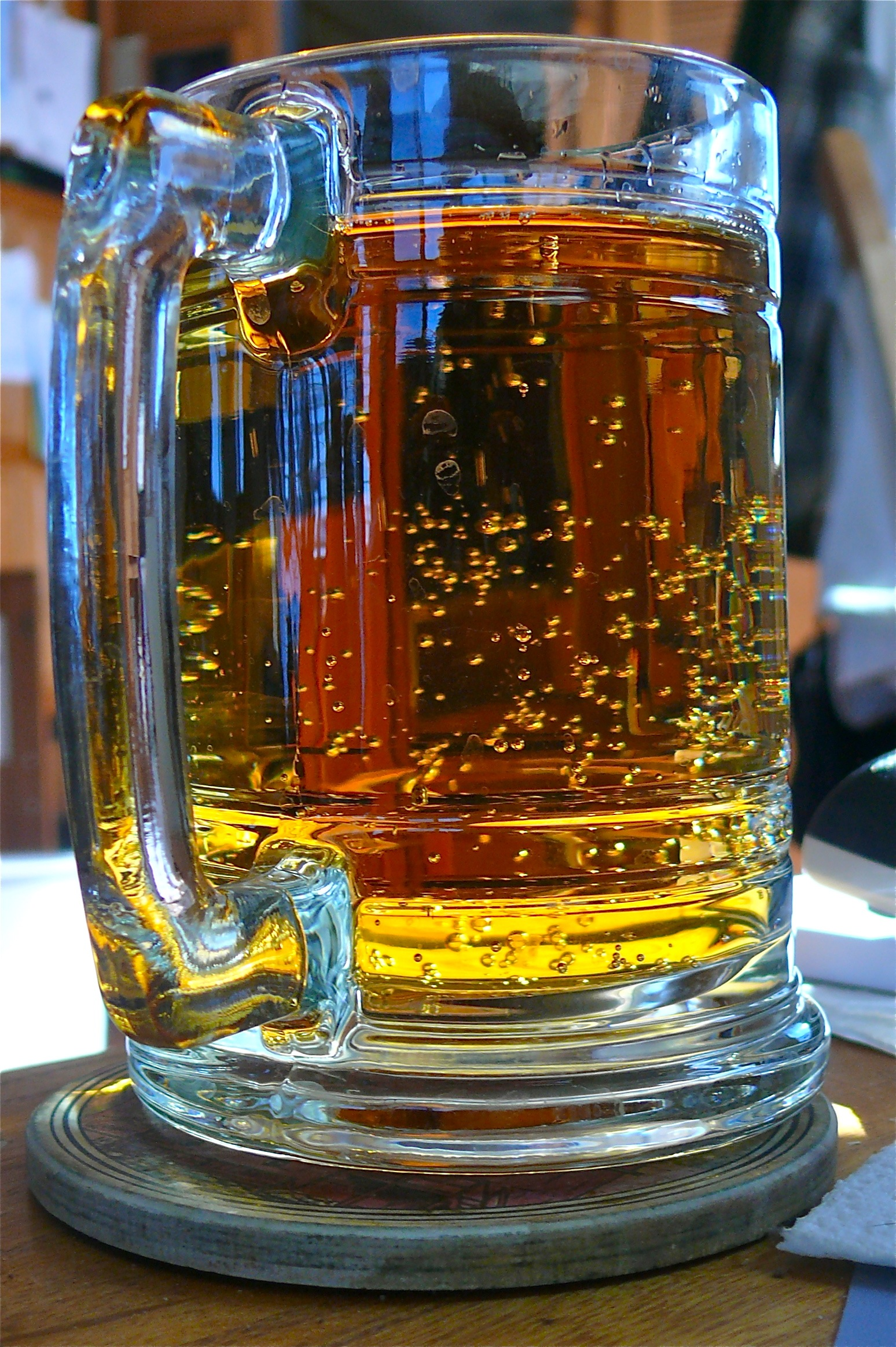
Vernors 진저에일

진저에일(ginger ale)은 생강(ginger)으로 향기와 맛을 내 캬라멜로 착색한 탄산 청량음료이다.

## 같이 보기
- 생강
- 청량 음료